# Juan Ramón Fernández Robert
Juan Ramón Fernández Robert (Badalona, 30 agosto 1954) è un ex cestista spagnolo.
È il padre di Marc Fernández.

## Carriera
Con la Spagna ha disputato i Campionati europei del 1977.

## Palmarès
- Campionato spagnolo: 2

Joventut Badalona: 1977-78
Barcellona: 1980-81
- Copa del Rey: 4

Joventut Badalona: 1976
Barcellona: 1980, 1981, 1982
- Liga catalana: 2

Barcellona: 1980, 1981